# Nabil Chehbour
Nabil Chehbour (en arabe : نبيل شهبور), né le 11 octobre 1996 en Algérie, est un handballeur international algérien.

## Palmarès

### En équipe d'Algérie
Championnat d'Afrique
- 5e place au Championnat d'Afrique  2022 ( Égypte)

Jeux méditerranéens
- 6e place aux Jeux méditerranéens de 2022 ( Algérie)